# Esztebnek
Esztebnek (1899-ig Sztebnik, szlovákul: Stebník) község Szlovákiában, az Eperjesi kerület Bártfai járásában.

## Fekvése
Bártfától 12 km-re északra fekszik. Külterülete egészen a lengyel határig húzódik.

## Története
A települést 1414-ben Zsigmond király oklevelében említik először, melyben Makovicát és környékét, így Esztebneket is a Cudar családnak ajándékozza.
A 18. század végén Vályi András így ír róla: „SZTEBNIK. Orosz falu, és Huta Sáros Várm. földes Urai Gr. Aspremont, és Gr. Szirmay Uraságok, lakosai külömbfélék, fekszik a’ Makoviczai Uradalomban; határja középszerű, erdője elég tágas.”
1831-ben súlyos kolerajárvány pusztított, melynek a faluban 40 áldozata volt. 1838-ban építették meg Szent Paraszkevának szentelt görögkatolikus templomát.
Fényes Elek 1851-ben kiadott geográfiai szótárában így ír a faluról: „Sztebnik, orosz falu, Sáros vmegyében, Zboro fil., a makoviczi uradalomban: 18 romai, 600 görög kath., 8 zsidó lak. Ut. p. Bártfa.”
A 19. század végétől lakói közül sokan kivándoroltak a tengerentúlra. 1915-ben közelében súlyos harcok folytak az osztrák-magyar és az orosz csapatok között. Ennek következtében súlyos károk keletkeztek és a falu több háza is leégett. 1915. április 3-án 3 prágai hadosztály itt állt át az oroszok oldalára. A község határában 189 osztrák-magyar és orosz katona van eltemetve. A trianoni diktátum előtt Sáros vármegye Bártfai járásához tartozott.

## Népessége
| Év:            | 1994. | 2004.   | 2014.    | 2024.   |
| -------------- | ----- | ------- | -------- | ------- |
| Emberek száma: | 359   | 340     | 294      | 303     |
| Eltérés:       |       | -5,29 % | -13,52 % | +3,06 % |

| Év:            | 2023. | 2024.   |
| -------------- | ----- | ------- |
| Emberek száma: | 311   | 303     |
| Eltérés:       |       | -2,57 % |

1910-ben 501, túlnyomórészt ruszin lakosa volt. 
2001-ben 342 lakosából 285 szlovák, 37 ruszin, 18 ukrán volt.
2011-ben 315 lakosából 255 szlovák, 46 ruszin, 7 ukrán.

## Nevezetességei
- Görögkatolikus temploma 1838-ban épült.
- A falu a nemzetiségi viszonyok megváltozása ellenére őrzi ruszin kultúráját. Női népi kórusa, a Stebničanka (Esztebneki asszony) híres a környéken.

## Híres emberek
- Itt született Jozef Zbihlej (József) ukrán nyelven író költő.